# باغک (افغانستان)
باغک (به لاتین: Baghak) یک منطقهٔ مسکونی در افغانستان است که در ولایت بامیان واقع شده‌است.